# Frères mineurs déchaussés
Les Frères mineurs déchaussés (en latin : Ordo Fratrum Minorum Strictoris Observantiæ Discalceatorum) ou Alcantarins forment un ordre mendiant de droit pontifical issu d'une réforme de l'ordre franciscain. En 1897, ils sont unis avec les Réformés, les Observants et les Récollets pour former l'ordre des Frères mineurs.

## Histoire

### Jean de la Puebla
Dans le cadre des réformes observantes de l'ordre des franciscains et parallèlement à l'apparition des Frères mineurs réformés de la stricte observance en Italie, une réforme similaire a lieu dans la province de Castille dans le but de satisfaire le désir de nombreux frères franciscains qui veulent vivre la règle originelle de l’ordre dans toute sa rigueur et son austérité, donnant plus d’importance à la spiritualité et à l’ascèse, tout en cultivant la retraite et la vie érémitique. C'est dans ce sens que la réforme des villacreziens avait eu lieu en 1395 par Pierre de Villacreces (1360-1422).
Jean de la Puebla (1453-1495), moine de l'ordre de Saint-Jérôme quitte cet ordre et devient franciscain. De là, il se rend à l'ermitage dei Carceri, lieu qui fait déjà partie de l'observance régulière franciscaine. Après sept ans en Italie, il retourne en Castille avec trois frères italiens (André de Pérouse, Hilaire de Todi et François de Bastia) et fonde le couvent de Notre-Dame des Anges dans la Sierra Morena, sur le modèle de l'ermitage italien.
Par le bref Sacrae religioni du 25 mars 1487, Innocent VIII l'autorise à fonder une nouvelle custodie en Estrémadure, celle de Notre-Dame-des-Anges, soumise aux observants. Le chapitre général des observants de 1490 lui accorde deux couvents. Les statuts sont approuvés par le général conventuel François de Brescia le 22 décembre 1491. La custodie se maintient toujours dans la province des observants.

### Jean de Guadalupe
Jean de Guadalupe (1450-1506), disciple et successeur de Jean de la Puebla, veut aller plus loin dans le strict respect de la réforme. Il obtient du chapitre général de l'observance ultramontaine de 1495 l'approbation de son projet de réforme de la custode des Anges. Un an plus tard, il se rend à Rome et met sa réforme sous l'autorité directe du ministre général conventuel, François de Brescia. Le 25 septembre 1496, Alexandre VI approuve le changement de juridiction en dissociant la custodie de l'observance et en autorisant Jean de Guadalupe à se retirer avec quelques compagnons à Grenade pour suivre la règle franciscaine dans toute sa rigueur. Cette réforme s’accompagne d’un changement d’habit, ils ne portent plus de sandales mais marchent pieds nus et ont un capuchon allongé et pointu, à la manière des premiers franciscains. C'est pourquoi les guadalupéens sont surnommés déchaussés en Castille et du capuce au Portugal.
En 1499, le pape approuve les privilèges de la réforme et l'autorise à accueillir des frères franciscains conventuels. En 1502, cependant, le vicaire des observants, soutenu par les rois catholiques, obtient que les déchaussés ne puissent recevoir de nouveaux frères et qu'ils restituent quelques couvents aux Frères mineurs de l'observance. Jean de Figueroa, successeur de Juan de Guadalupe, doit se réfugier au Portugal. De là il obtient que Jules II lui accorde en 1503 le privilège d'être sous la juridiction directe du ministre général, et de ne pas être soumis à d'autres.
Le chapitre général de 1506 à Rome échoue dans la tentative de réunir les ordres franciscains réformés, les déchaussés choisissent d'être sous la juridiction de l'ordre franciscain conventuel, qui constitue une custodie autonome. Néanmoins, les observants obtiennent en 1508 que les déchaussés soient obligés de se soumettre à la juridiction des observants ou de quitter la péninsule. Jean de Guadalupe continue sa réforme et le bref Sanctae mutantis Ecclesiae d'Alexandre VI lui permet de former la custodie d'Estrémadure en 1514.
La bulle  Ite vos de 1517 divise définitivement l'ordre franciscain entre frères mineurs observants et frères mineurs conventuels avec différents ministres généraux. Le pape unit les différents groupes réformés (les frères mineurs observants avec les réformés liés avec les conventuels comme les Coletans, Amadéistes, Claréniens, Déchaussés). Les custodies des déchaussés sont de nouveau intégrées à l'observance avec de nouvelles provinces d'observation de San Gabriel (Estrémadure, 1520) et de La Piedad (Portugal, 1518). Néanmoins, les déchaussés continuent de se battre pour retrouver leur indépendance et se séparer tant des observants que des conventuels.

### Jean Pascual
En 1517, Jean Pascual, déchaussé qui est entré chez les frères mineurs conventuels, obtient ensuite l'autorisation du ministre général de recevoir tous les conventuels qui, comme lui, veulent avoir un style de vie plus austère. Il fonde les franciscains conventuels réformés, avec un ermitage en Galice mais n'a pas le résultat escompté. À partir de 1541 , un bref pontificat lui permet également de recevoir des franciscains observants et des membres d'autres ordres proches de son groupe de conventuels réformés. La réforme commence alors à avoir des partisans et, rapidement, il obtient quatre couvents habités par des déchaussés (appelés aussi Pasqualites) de la province de Saint Gabriel. À la mort de Jean Pascual en 1553, une partie des couvents réformés forme la custodie conventuelle de Saint Joseph.

### Pierre d'Alcantara
Au Portugal, le frère Martin de Benavides commence en 1539 une austère custodie de la Arrábida, dirigée par le déchaussé Pierre d'Alcántara, entre 1542 et 1544. Cet ex-provincial de la custodie des déchaussés de San Gabriel entre chez les conventuels en 1557. Le ministre général général le nomme plus tard commissaire général des conventuels réformés. Pierre d'Alcántara fonde l'ermitage de Pedroso, avec une règle d'une austérité extrême, il interdit les chaussures, la consommation de viande et les bibliothèques, allant au-delà des intentions de saint François d’Assise. Lors du chapitre d'El Palancar du 2 février 1561, il transforme la custodie en province dépendant du général conventuel.
Cependant, en 1563, à la mort de saint Pierre d'Alcántara, Pie IV, sous la pression des observants, force les déchaussés, appelés les Alcantarins d'Estrémadure et du Portugal, à se soumettre à l'autorité du ministre général observant, tout en maintenant leur statut et habit propre. En 1572, ils reçoivent pour la première fois, dans des documents papaux, la dénomination de Discalceati ou Excalceati (déchaussés) et en 1578, ils sont appelés Fratres Capucini de Observantia (frères capucins de l'observance). Les Alcantarins obtiennent de nouvelles concessions pontificales et se répandent rapidement dans toute l'Espagne et ses colonies. La province de Saint Joseph assume des missions aux Philippines. En 1578, Grégoire XIII interdit au ministre général, qui est censé intervenir dans les affaires intérieures de la province des déchaussés, d’autoriser les observants à le devenir. Cela donne ainsi aux Alcantarins une autonomie de facto. Les autres provinces déchaussés de La Arrábida, La Piedad et San Gabriel suivent l'exemple de celle de Saint Joseph.
Suivant le modèle des augustins déchaux et des carmes déchaux, ils réussissent à avoir leur propre vicaire général, ainsi que le droit d'organiser des chapitres généraux. Le décret pontifical n’a cependant aucun effet, la majorité des franciscains déchaussés se contentant d’avoir un procurateur général à Rome et un autre à Madrid. En 1621, ils obtiennent de Grégoire XV un vicaire général presque indépendant, définissant et donnant droit au chapitre. Trois ans plus tard, Urbain VIII annule ces concessions et, en 1642, il uniformise toutes les provinces des déchaussés, avec une constitution différente de celle des observants. En outre, il les exempte de l'autorité du commissaire général de l'observance ultramontaine, étant directement sous la juridiction du ministre général des observants.
La réforme des Déchaussés ou Alcantarins se répand dans toute l'Espagne, le Portugal, l'Amérique, les Philippines et le royaume de Naples (à partir de 1589) sous domination espagnole. En 1703, ils ont leur propre procurateur général, élu à tour de rôle entre déchaussés et récollets. Ils n'ont jamais de statuts générals car ils sont spécifiques à chaque province : les statuts générals préparées en 1761 sont rejetées par les provinces.
En 1895, à la demande du pape Léon XIII, les quatre familles d'observants organisent un chapitre à Sainte-Marie-des-Anges d'Assise  sur leur éventuelle fusion en un seul institut religieux. Le vote ayant été largement en faveur de l'union, de nouvelles constitutions appelées léoniennes sont approuvées par le Saint-Siège le 15 mai 1897 et la réunification est sanctionnée par Léon XIII par la bulle Felicitate quadam du 4 octobre 1897.

## Déchaussés célèbres

### Saints
- Pierre d'Alcantara (1499-1562) réformateur.
- Pascal Baylon (1540-1592) mystique.
- Pierre Baptiste Blásquez (1542-1597) un des vingt-six martyrs du Japon.
- François de saint Michel (1543-1597) martyr au Japon.
- Gonzalve Garcia (1556-1597) martyr au Japon.
- Martin de l'Ascension (1566-1597) martyr au Japon.
- François Blanco (1570-1597) martyr au Japon.
- Philippe de Jésus (1572-1597) martyr au Japon.
- Jean-Joseph de la Croix (1654-1734) mystique.
- Égide-Marie de Saint-Joseph (1729-1812)
- Antoine de Sainte-Anne Galvão (1739-1822)

### Bienheureux
- André Hibernon (1534-1602)
- Pierre de l'Assomption (?-1617) martyr au Japon.
- Pierre d'Avila (1592‑1622) martyr au Japon.
- Vincent Ramirez de saint Joseph (1595-1622) martyr au Japon.
- François de saint Bonaventure (?-1622) japonais martyr.
- Paul de sainte Claire (?-1622) japonais martyr.
- François Gálvez Iranzo (1576-1623) martyr au Japon.
- François de sainte Marie (1586-1627) martyr au Japon
- Antoine de saint François (?-1627) japonais martyr.
- Antoine de saint Bonaventure (?-1628) japonais martyr.
- Dominique de saint François (?-1628) japonais martyr.
- Jean de Prado (1563-1631) martyr au Maroc.
- Gabriel Tarazona Rodríguez de sainte Madeleine (1567-1632) martyr au japon.